# Ахл-е Хакк
Ярса́н (курд. یارسان — «сообщество друзей»), также Ахл-е Хакк (перс. اهلِ حقّ‎ — «люди истины») или Али́-Илахи́ (перс. علی‌اللهی‎ — «считающие Али богом») — религиозная группа шиитского мистико-гностического толка, основанная Султаном Сахаком (англ.) в конце XIV века. Большинство членов этой группы являются южными курдами, проживающими преимущественно на западе Ирана, а также на северо-востоке Ирака. Существует также небольшое число её приверженцев среди луров, азербайджанцев, персов и арабов. Оценки общей численности приверженцев Ахл-е Хакк колеблются от миллиона до 2,2 миллиона человек.
Вместе с другими, «еретическими» с точки зрения ислама течениями, бытующими у курдов, Ахл-е Хакк иногда включают в условную группу под названием «язданизм». Ахл-е Хакк также обнаруживает сходство с сирийской религиозной группой алавитов, с которой это течение объединяется в группу «гулат» — шиитов, обожествляющих Али ибн Абу Талиба или его потомков.
В основе вероучения Ахл-е Хакк лежат представления о последовательном воплощении Божества, реинкарнации и достижении спасения через самосовершенствование под руководством духовного наставника.

## Название
Персидское название течения Ахл-е Хакк (перс. اهلِ حقّ‎) — «люди истины» — прилагают к себе также другие секты гулата, в частности, алавиты (нусайриты). Ярсан или Яресан (курд. Yâresân/یاڕه‌سان) происходит от перс. یارستان‎ yārestān — суфийского термина, первоначально означавшего место собрания «друзей» или же «возлюбленных» (перс. یار‎) Бога.
Название «али-илахи» (перс. علی‌اللهی‎ — «(приверженцы) Али-Бога») является внешним наименованием секты, акцентирующем внимание на такой специфической черте течения как обожествление Али, хотя Али играет далеко не главную роль в его религиозной системе.

## Распространение и этническая основа

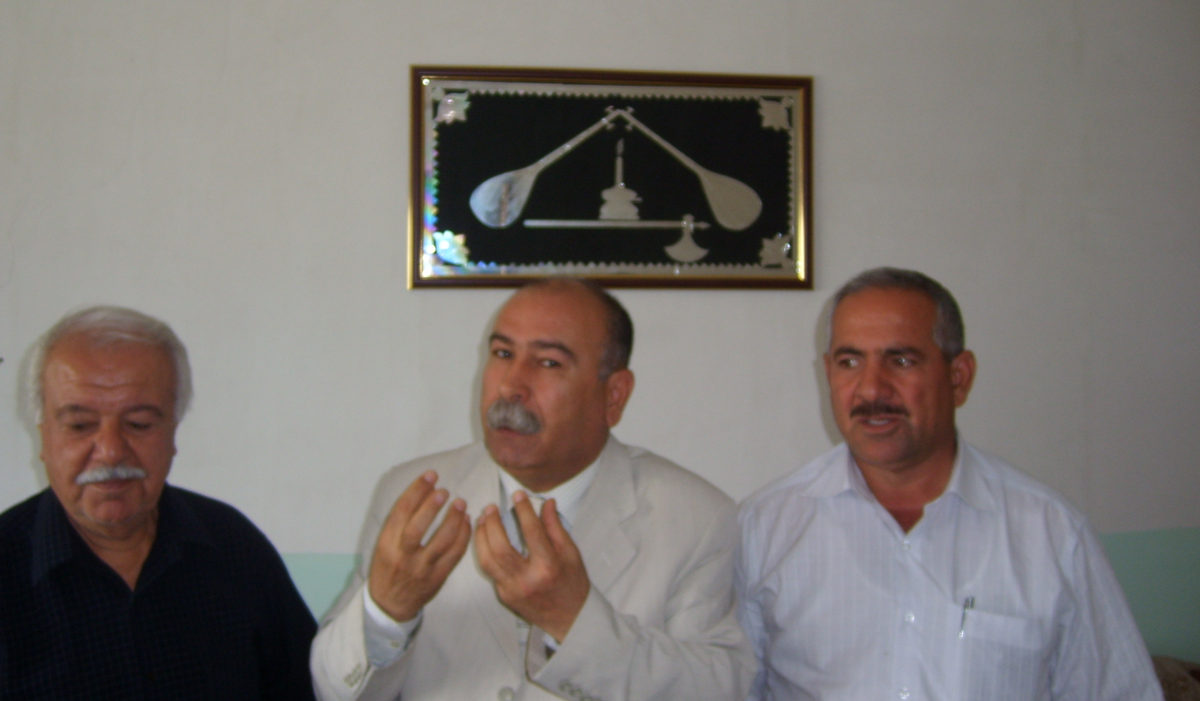
Так называемые какаи — члены течения Ярсан из иракской Сулеймании под рисунком на стене, изображающим религиозные символы течения

Большинство членов группы Ахл-е Хакк проживает в горном регионе Загрос на западе Ирана. Территория компактного расселения Ярсан концентрируется в районе Керманшаха, где находятся две главные святыни секты: гробница Султана Сахака в Пердиваре и гробница Баба Ядгара в Зохабе. Это этническая территория курдского племени горан, носителей особого диалекта горани, относящийся к подгруппе заза-горани. Данный племенной союз составляет этническое ядро секты, к которой также принадлежат многие члены соседних племён юга Курдистана, в частности среди племён лаки и келхури, баджалани, санджани, а также некоторые луры. В остане Керманшах члены Ахл-е Хакк составляют около трети населения.
Приверженцы секты — члены племени баджалан (говорят на собственной разновидности горани), а также другие курдские и некоторые арабские группы — проживают также в смежных районах на северо-востоке Ирака, близ Сулеймании и Киркука.
Отдельные группы секты Ахл-е Хакк рассеяны в районе озера Урмия в Иранском Азербайджане, в Мазендеране, а также в больших городах Ирана.
В пределах Российской империи, согласно Своду статистических данных о населении Закавказского края, извлеченных из посемейных списков 1886 года, проживало некоторое количество приверженцев Ахл-е Хакк. Это жители ряда сёл Ольтинского и Кагызманского округов Карсской области, а также азербайджанцы сёл Гаровлу, Дашкесан, Джафарабад, Куйджак, Кархулу, Карадере, Нузгер, Чапанд и Шафибейли Джебраильского уезда, азербайджанцы села Алтынчи и курды села Шамовлу Зангезурского уезда Елизаветпольской губернии.

## Происхождение и история
Учение секты Ахл-е Хакк восходит к ранним крайнешиитским течениям (объединяемым термином гулат), зародившимся в VIII—IX в. Месопотамии на значительном субстрате гностических верований. Идея реинкарнации, семи последовательных воплощений Божества, явления Бога в Жемчужине — всё это находит параллели в другой ветви той же традиции — сирийском алавизме, а также в других курдских течениях гностического толка — езидизме и алевизме. До XVI в. основные центры нусайритов (алавитов) располагались в низовьях Тигра и Каруна, откуда это учение и проникло в горы Западного Ирана.
Легенды, повествующие о ближайшем предшественнике Султана Сахака — Шах-Хушине, связывают его деятельность с Луристаном, однако сегодняшнюю форму учение приобрело благодаря деятельности самого Султана Сахака, жившего в кон. XIV — нач. XV вв. и сумевшего успешно проповедовать его в горах Авромана среди носителей горани.
Конец XIX — начало XX в. ознаменовалось в истории секты Ярсан деятельностью выдающегося духовного лидера и мистика Хадджа Нематоллы (Хаджи Немата). Именно из его трудов учёные в основном и черпают информацию о вероучении и традициях этой религиозной группы. Сын Нематоллы — мистик и музыкант Устад Али Нур Илахи — стал наиболее известным представителем Ахл-е Хакк в послевоенной Европе. Его учеником был, в свою очередь, Морис Бежар, принявший в Иране ислам в 1973 году.

## Религиозная литература
Бо́льшая часть религиозной литературы Ахл-е Хакк написана на курдском горани. Хотя как такового канонического писания у секты не существует, в гораноязычном регионе больши́м почтением пользуется «Книга сокровищ Пердивара» (Дафтар-е Хезана-йе Пердивар دفتر خزانهی پردیور), содержащая 26 мистических поэм («каламов»). Другое произведение — «Рассуждение о совершенстве» (Калам-е Саранджам کلام سرانجام) — повествует о легендарной истории Ахл-е Хакк. Существуют также несколько каламов на азербайджанском языке.
Религиозный реформатор и просветитель Хаддж Нематолла ради бо́льшей аудитории основные свои произведения писал на персидском языке. Среди них следует выделить Шахнама-е хакикат («Царственная книга Истины»), содержащую 11 116 двустиший, излагающих мистическое учение течения, а также прозаический Форкан-аль-Ахбар («Раскрытие известий»).

## Вероучение
Вера течения Ярсан носит ярко выраженный эзотерический характер, чётко разделяя мироздание на внешнюю сторону (захири) и внутреннюю сущность (батини) и ограждая вероучение от непосвящённых. Из-за этого сведения о вероучении Ахл-е Хакк до сих пор отличаются противоречивостью. Так или иначе основные его черты — учение о семи последовательных эманациях или воплощениях Божества и учение о перевоплощении человеческой души — роднят Ярсан с езидизмом, а также с другими мистическими сектами Ближнего Востока.

### Бог и его эманации
Согласно вероучению Ахл-е Хакк, изначальное Божество эманирует в мир в виде своих последовательных инкарнаций (воплощений), называемых мазхарият (араб. مظهریت‎ «проявление»). Всего инкарнаций семь, всех вместе их называют Хафт Тан (перс. هفت تن‎ «Семь личностей», «Семеро»). Относительно трёх последних воплощений в разных регионах существуют разногласия, первые четыре признаются всеми членами течения:
- Хавандагар (خاوندگار) — Творец мира (демиург).
- Муртаза Али (مرتضی علی, то есть Али ибн Абу Талиб)
- Шах-Хушин (شاه خوشین, искажённое от Хусейн)
- Султан Сахак (سلطان صهاک) — непосредственный основатель течения.

Каждый член цепи воплощений приходит в мир сопровождаемый четырьмя ангелами-помощниками (яран-е чар малак — یاران چار ملک):
- вместе с Хавандагаром: Джабраил, Микаил, Исрафил и Азраил.
- вместе с Муртаза Али: Салман (Салман Фариси), Канбар, Мухаммад и (ибн) Нусайр (Абу Шауиб Мухаммадом Ибн Нусайр — активный проповедник божественности 11-го шиитского имама Аскари, живший в IX в.). Иногда они дополняются Фатимой в качестве женского ангела. При этом Муавия и ‘Аиша описываются как демонические существа.
- среди сподвижников Шах-Хушина упоминается суфийский святой из Хамадана XI в. Баба Тахер.
- ангелы Султана Сахака называются Беньямин (покровитель духовного наставничества и дервишей), Давуд (Давид), Пир Моси (Моисей) и Баба Ядгар. Часто к ним добавляется Хатун-е Резбар — мать Султана Сахака.

Эти четыре воплощения соответствуют четырём великим эпохам, на которые делится история. Остальные инкарнации в разных версиях могут составлять некоторые из упомянутых членов групп «ангелов-помощников», прежде всего библейские персонажи, Баба Ядгар и Хатун-резбар.

### Человек и его душа
Как и другие ближневосточные учения мистического толка, религию Ярсан отличает вера в реинкарнацию. За время существования мира человеческая душа проходит 1001 перевоплощение в различных телесных оболочках. Чтобы получить спасение, человек должен под руководством своего духовного наставника (пира) — пройти три стадии самосовершенствования: шариат (следование закону), тарикат (следование мистическому пути), маарифат (познание), чтобы достигнуть последнего четвёртого этапа — хакиката, обрести истину и стать ей тождественным. Некоторые души могут достичь спасения быстрее, чем 1001 перевоплощение, но никому не отведено большее их количество.
Обычно считается, что спасение доступно лишь избранным: людям, «сотворённым из жёлтой глины» (зарда-гил), то есть самим «Людям Истины». Остальные люди, «происходящие из чёрной земли» (хак-е сия), навечно прокляты. По прошествии седьмого цикла развития мира явится Махди или Владыка Времени (Сахиб-е заман) — спаситель мира, который совершит Мировой суд на равнине Шахразура или Султании, и души, не успевшие достичь совершенства, будут уничтожены.

## Религиозная организация
Разделённое на многочисленные племенные группы, часто разговаривающие на разных иранских (а также неиранских) языках, течение Ахл-е Хакк не отличается единством организации и канонических представлений. Организующим звеном служат 11 семейств духовных наставников (хандан) — пиров или сеидов. Семь из них считаются основанными во времена Султана Сахака: Шах Ибрахим, Баба Ядгар, Али Каландар, Хамуш, Мир Сур, Сеид Мустафа и Хаджи Бабу Иса. Четыре семейства были возведены в ранг наставников позже: Атеш Баг, Баба Хейдар, Зулнур и Шах Хаяс.
Каждый молодой член сообщества (талиб) проходит через церемонию Сар-сепурдан («Вручение головы»), связывая себя с определённым духовным наставником и обязуясь ему служить и хранить верность. Во время этой церемонии пир разламывает над головой неофита мускатный орех. Тем самым ритуально воспроизводится изначальное подчинение творения Богу, а с другой стороны устанавливается мистическое братство между учениками одного пира (ярсан)
В настоящее время прозелитизм в религии Ахл-е Хакк практически не развит, хотя существует возможность вступить в общину посредством установления брачных отношений с её членом. Таких прозелитов называют часпида («приклеившийся»), противопоставляя их урождённым членам секты — чакида («упавший», «капнувший»).

## Обычаи и традиции
В обрядах и мифологии Ахл-е Хакк заметен синкретизм суфийской традиции и местных горанийских культов почитания природных стихий и плодородия. Последователи этого течения не соблюдают традиционных мусульманских обрядов и обычаев, включая известные «пять столпов».
Основным элементом, связующим разные группы Ахл-е Хакк, служит почитание основателя Султана Сахака и паломничество к его могиле в Пердиваре (остан Керманшах). Почитанием также пользуется гробница и источник Баба Ядгара в 60 км к западу от Керманшаха, обряды над которым традиционно совершаются за два дня до Новруза.
Главная форма религиозной активности — джам («собрание») или ярсан, на котором под руководством пира читаются религиозные тексты и ведутся духовные беседы. Иногда джам дополняется зикром — экстатическим пением и танцем. Часто совершаются жертвоприношения (корбан) — как бескровные, так и кровавые. Жертвоприношение называется сабз намудан — «делание зелёным» и служит увеличению плодородия.
Традиционный ярсанский пост (ният-марнови) длится 3 дня (с перерывами на ночи) во время зимы. Завершается он большой церемонией «Царственной Ночи» (Шаб-е падшахи). Данный обычай представляет собой редукцию исламского поста в месяц Рамадан и почитания «Ночи Предопределения» (лайлат-ул-кадр) в конце этого месяца, когда Мухаммаду был ниспослан Коран.
Для мужчин в течение Ярсан существует запрет на бритьё усов.

## Связь с другими религиями
Крайнешиитское течение Ахл-е Хакк формировалось в рамках исламской культуры Ирана и Ирака, оперирует именами исторических персонажей, известных во всём мусульманском мире и обнаруживает особую близость с суфийской мистической традицией, выражающейся в терминах и практиках, напрямую заимствованных из суфизма. Тем не менее не исполняя ключевых предписаний ислама, члены секты едва ли могут формально считаться мусульманами, а вероучение Ярсана кардинально отличается даже от «умеренного» шиизма.
Основу вероучения составляют элементы, имеющие гностическое происхождение и роднящие Ахл-е Хакк не только с древним гностицизмом, но и с мандеизмом, а через гностицизм — также с христианством (например, мотив рождения Султана Сахака от девы).
Помимо ясно прослеживаемого субстрата общеиранских народных верований, возможна и связь Ярсана с учением зороастризма. Если семь воплощений божества, находящее сходство с зороастрийской концепцией семи Амешаспентов, может корениться в собственно гностической почве и даже в месопотамском культе семи планет, то четыре «помощника» у каждого воплощения находят эксклюзивную параллель в аналогичной зороастрийской концепции четырёх «спутников» у каждого Амешаспента, список которых состоит из ангелов-покровителей дней зороастрийского календаря.